# Dean Lambert
Dean Lambert (Zuid-Afrika, 30 september 1974) is een Zuid-Afrikaanse golfprofessional die actief is op de Sunshine Tour.

## Prestaties

### Professional
Sunshine Tour
| Nr. | Datum       | Toernooi                                       | Score        | Score | Info  |
| --- | ----------- | ---------------------------------------------- | ------------ | ----- | ----- |
| 1   | 1 juli 2005 | Vodacom Origins of Golf Tour at Wild Coast Sun | 70+68+67=205 | –5    | [ 1 ] |